# Siegfried Weigel
Siegfried Weigel (* 2. Dezember 1927 in Schönheide; † 13. Juli 2015) war ein deutscher evangelisch-methodistischer Pastor und Politiker (SPD). 1990 gehörte er der letzten Volkskammer der DDR an.

## Leben und Beruf
Weigel, der als Sohn eines Pastors und einer Pfarrfrau aufwuchs, besuchte die Grundschule in Crottendorf und das Realgymnasium in Annaberg. Diesen Schulbesuch unterbrach er durch seine Teilnahme am Zweiten Weltkrieg, in dem er als Luftwaffenhelfer und Soldat an der Ostfront diente und schließlich in sowjetische Gefangenschaft geriet. Nachdem er aus dieser im September 1946 heimkehrte, legte er im Jahr darauf sein Abitur ab und studierte Theologie an der Universität Leipzig.
1949 trat Weigel in den kirchlichen Dienst ein. Er war Gemeindepfarrer in Görlitz, Dittersdorf, Bockau und Zwönitz, bis zu seinem Eintritt in den Ruhestand im Juli 1989. Zwölf Jahre lang gehörte er der Kirchenleitung der Evangelisch-methodistischen Kirche an, von 1986 bis 1993 war er Beauftragter der Evangelisch-methodistischen Kirchenleitung für Rentenversorgungsfragen in Crottendorf. Nebenher gehörte Weigel der Moses-Mendelsohn-Gesellschaft Dessau an.
Weigel lebte in Crottendorf, war verheiratet und Vater von drei Kindern.

## Politik
Im Herbst 1989 beteiligte sich Weigel an der Gründung der SDP im Erzgebirge, welche später zur SPD wurde. Dort gehörte er dem Bezirksvorstand in Karl-Marx-Stadt, dem späteren Chemnitz an. Zeitweise war er Mitglied des Stadtrats von Annaberg-Buchholz und Delegierter zum Zentralen Runden Tisch.
Bei der Volkskammerwahl 1990 zog Weigel über den Listenplatz 2 der SPD-Liste im Wahlkreis Karl-Marx-Stadt in die Volkskammer ein. Dieser gehörte er bis zu deren Auflösung zum 2. Oktober 1990 an.
Nach der Neugründung des SPD-Landesverbandes Sachsen gehörte Weigel von 1990 bis 1994 dem Landesvorstand an.

## Ehrungen
- 1993: Preisträger des Literaturwettbewerbs der Sächsischen Staatsregierung für Senioren